# Großmazama
Der Großmazama (Mazama americana), auch Rotmazama oder Roter Spießhirsch genannt, ist eine Art der Hirsche, die in Südamerika vorkommt und dort in dichten tropischen Regenwäldern lebt. Sie ist einzelgängerisch und ernährt sich von Früchten und Blättern. Die taxonomische Stellung des Großmazama ist bisher ungeklärt, möglicherweise umfasst er aber mehrere Unterarten oder Arten.

## Aussehen

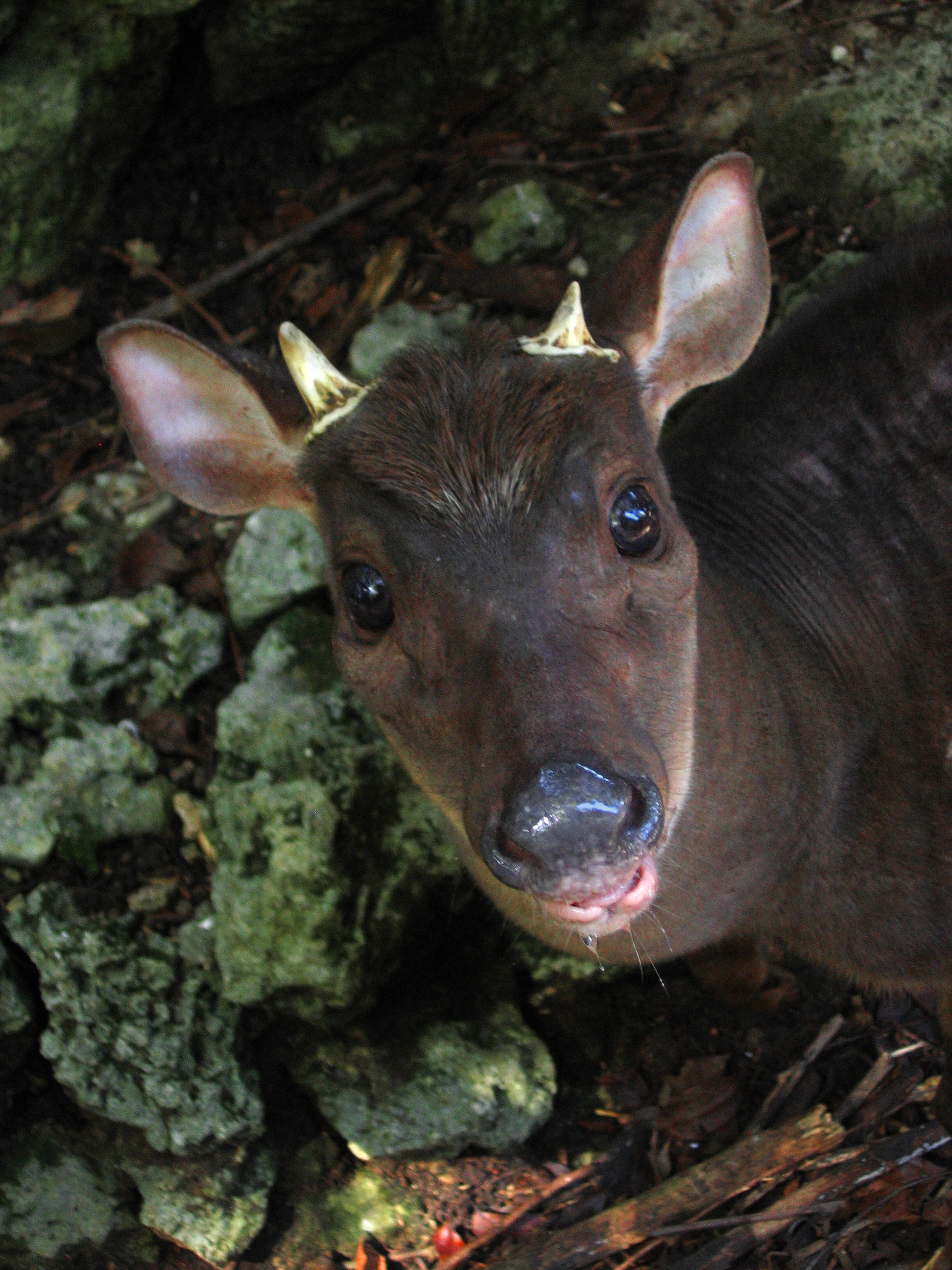
Großaufnahme des Kopfes des Großmazamas

Der Großmazama ist ein mit einer Kopf-Rumpf-Länge von 90 bis 145 cm, einer Schwanzlänge von 12 bis 16 cm und einer Schulterhöhe von 60–80 cm einer der kleineren Vertreter aus der Familie der Hirsche. Das Körpergewicht der Einzeltiere beträgt ca. 30–35 kg, kann im Extremfall aber auch bis zu 65 kg erreichen. Weibliche und männliche Tiere zeigen keinen äußeren Geschlechtsdimorphismus. Das kleine Geweih der Tiere besteht nur aus zwei kurzen Spießen von etwa 10 cm Länge. Die Fellfärbung am Körper reicht von braun bis rotbraun. An der Halsinnenseite, der Kinnunterseite, dem Unterbauch sowie an der Innenseite der Beine sind die Tiere weiß gefärbt, im Gesicht und am Nacken grau. Am Nacken sind bei einigen Individuen dunklere Flecken vorhanden, ebenso wie eine dunkle Rückenlinie ausgebildet sein kann.

## Vorkommen

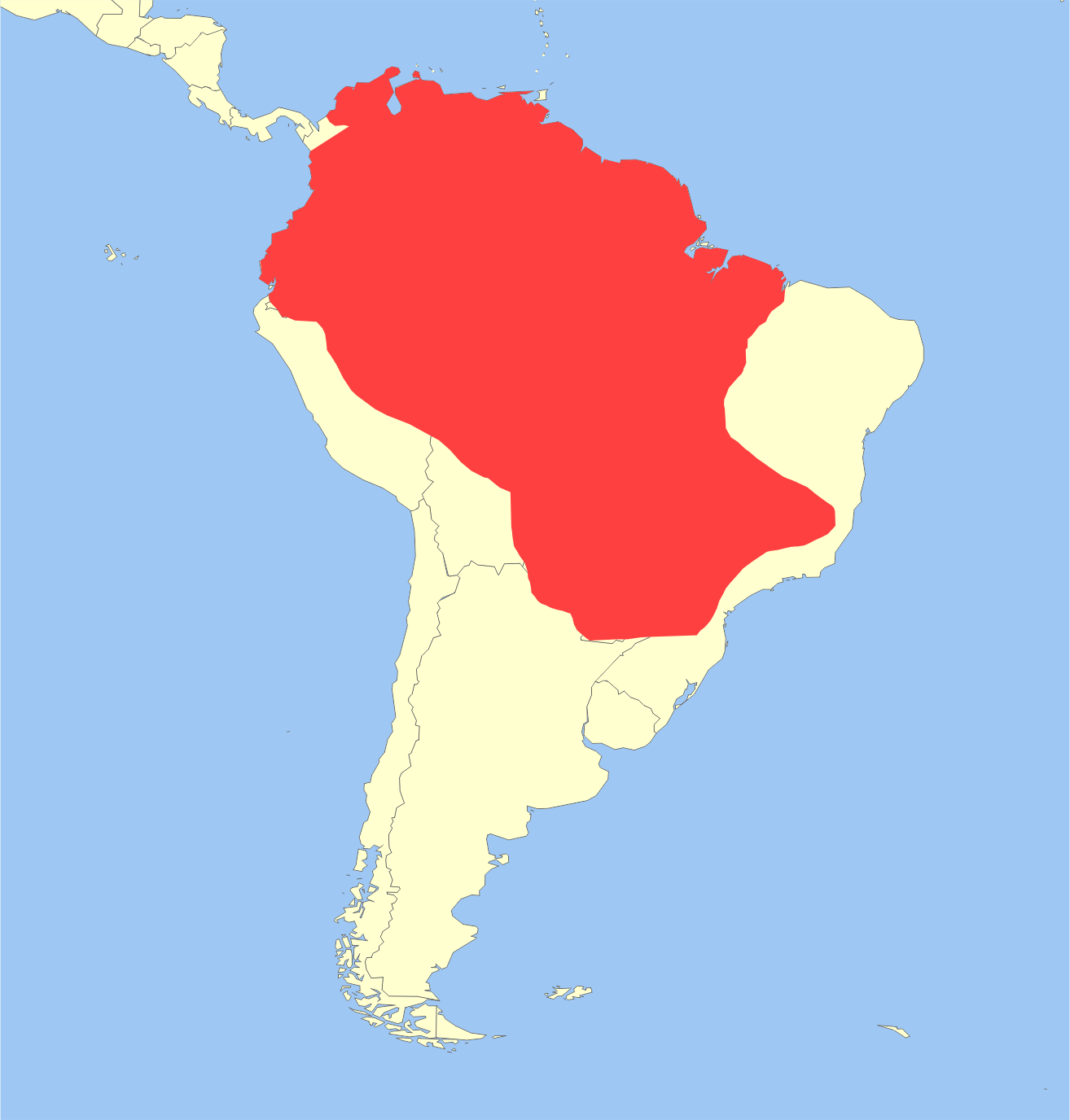
Verbreitungsgebiet des Großmazama

Diese Art kommt in Südamerika östlich der Anden von Kolumbien und Venezuela im Norden bis nach Paraguay und das nördliche Argentinien im Süden vor. Sie ist auch auf Trinidad nachgewiesen, während sie auf Tobago ausgerottet wurde. Der Großmazama bevorzugt tropische Regenwälder und subtropische Wälder, kommt aber auch in Savannengebieten in der Nähe von Waldgrenzen vor.

## Lebensweise

### Territorialverhalten und Ernährungsweise
Tagsüber hält sich der Großmazama, der außer in der Paarungszeit als Einzelgänger lebt, im dichten Unterholz versteckt. Hauptsächlich ist er während der Dämmerung oder Nacht aktiv. Einzelne Tiere unterhalten Eigenreviere von 50 bis 100 ha Größe, deren Ränder mit Urin und Kot markiert werden. Über die Sekrete verläuft auch die Hauptkommunikation der Tiere. Andere Markierungen erfolgen durch Reibung des Kopfes an der Rinde der Baumstämme. Ein Großteil der Wachzeit verbringt der Großmazama mit der Nahrungsaufnahme. Er ernährt sich von Gräsern, Laub, Früchten, Samen und Trieben verschiedenster Urwaldbäume. Untersuchungen in Suriname zufolge vertilgt er während der Regenzeit hauptsächlich Früchte, während der Trockenzeit aber eher Blätter.

### Fortpflanzung
Der Großmazama pflanzt sich ganzjährig fort. Er ist mit elf bis 13 Monaten geschlechtsreif. Territoriale Männchen werben um die Weibchen durch Hornkämpfe und Beißen. Die Tragzeit der Weibchen beträgt 200 bis 225 Tage, teilweise werden auch 240 Tage angegeben. In der Regel wird nur ein Jungtier geboren, dass etwa 1,8 kg wiegt und weiße Fellflecken aufweist. Die Jungtiere verstecken sich zuerst im Unterholz vor Feinden und begleiten die Mutter später bei der Nahrungssuche.

### Fressfeinde und Feindverhalten
Zu ihren natürlichen Feinden zählen größere Greifvögel, Anakondas, der Jaguar und der Ozelot. Meist flüchtet der Großmazama in dichte Vegetation, verharrt aber auch teilweise in Starre. Als guter Schwimmer ist er auch befähigt, Fressfeinden durch Gewässer zu entkommen.

## Systematik
Der Großmazama ist eine Art aus der Gattung der Spießhirsche (Mazama) innerhalb der Familie der Hirsche (Cervidae). Zur Gattung Mazama werden zusätzlich noch wenigstens neun weitere Arten gezählt, die in Mittel- und Südamerika verbreitet sind. Die Taxonomie des Großmazama ist ungeklärt. Er wird häufig als ein Komplex verschiedener Arten oder Unterarten angesehen. Ursprünglich wurde auch der Mexiko-Großmazama (Mazama temama) innerhalb der Art geführt, doch gilt dieser seit 1987 als eigenständig, ebenso wie der Yucatán-Mazama (Odocoileus pandora). Äußere Unterschiede zwischen den einzelnen Populationen des Großmazama sind nicht auszumachen, doch gibt es starke genetische Unterschiede, die zwei Hauptlinien erkennen lassen, so eine im westlichen und eine im östlichen Amazonasgebiet. Die Erstbeschreibung der Art erfolgte 1777 durch Johann Christian Polycarp Erxleben als Moschus americanus, wobei Cayenne in Französisch-Guayana als Typuslokalität gilt.

## Gefährdung und Schutzmaßnahmen
Zu den Hauptbedrohungen der Art zählen die illegale Jagd und die Zerstörung ihres Lebensraumes. In Peru ist aber die legale Jagd zur Wildfleischgewinnung aufgrund eines effektiven Wildtiermanagements erlaubt. Die IUCN führt den Großmazama aufgrund der unzureichend geklärten taxonomischen Stellung mit „unzureichender Datenlage“ (data deficient). Zum Schutz der Art sind in ihrem Lebensraum mehrere Schutzgebiete ausgewiesen worden.